# Zearaja chilensis
Zearaja chilensis — вид скатів родини ромбових скатів (Rajidae).

## Поширення
Вид поширений на південному заході Атлантичному океані та південному сході Тихого океані вздовж узбережжя Уругваю, Аргентини та Чилі. Трапляється на мулистому або піщаному морському дні на глибині до 500 м.

## Опис
Риба може виростати до 210 см завдовжки, зазвичай 47-109 см. Яйцекладний вид. Яйця лежать у капсулі.